# Итальянская фонология

В статье рассматриваются звуки итальянского языка. Транскрипция дана в знаках МФА.

## Согласные
|                     | Губно-губные | Губно-зубные | Зубные/ Альвеолярные | Постальвеолярные | Палатальные | Велярные |
| ------------------- | ------------ | ------------ | -------------------- | ---------------- | ----------- | -------- |
| Носовые             | m            |              | n                    |                  | ɲ           |          |
| Взрывные            | p b          |              | t̪ d̪                  |                  |             | k g      |
| Аффрикаты           |              |              | t̪s̪ d̪z̪                | tʃ dʒ            |             |          |
| Щелевые             |              | f v          | s z                  | ʃ                |             |          |
| Дрожащие            |              |              | r                    |                  |             |          |
| Латеральные сонанты |              |              | l                    |                  | ʎ           |          |
| Аппроксиманты       |              |              |                      |                  | j           | w        |

## Гласные
|                | Передние | Задние |
| -------------- | -------- | ------ |
| Верхние        | i        | u      |
| Средне-верхние | e        | o      |
| Средне-нижние  | ɛ        | ɔ      |
| Нижние         | a        |        |